# Pierre Gavaudan
Pour les articles homonymes, voir Gavaudan.
Pierre Gavaudan est un biologiste français né le 25 juillet 1905 à Montpellier et mort le 10 janvier 1985 à Sorgues.

## Biographie
Issu d'une illustre famille provençale implantée à Sorgues (Vaucluse), Pierre Gavaudan s'inscrit dans une lignée d'intellectuels de renom dans des domaines aussi variés que la science, la musique, l'archéologie, l'Histoire et la politique.
Il a notamment pour ancêtres et parents de célèbres artistes parisiens des XVIIIe et XIXe siècles :
- Anne-Marie-Jeanne Gavaudan, dite Mlle Gavaudan aînée (1764-1810)
- Adélaïde Gavaudan, dite Mlle Gavaudan cadette (1767-1805)
- Jean-Baptiste-Sauveur Gavaudan (1772-1840), leur frère
- Alexandrine-Marie-Agathe Gavaudan-Ducamel (1781-1850), femme du précédent
- Jean-Sébastien-Fulchran Bosquier, dit Bosquier-Gavaudan (1776-1843), célèbre chanteur français.

Après une jeunesse passée dans l'Hérault et à Sorgues dans le Vaucluse, où son père occupe des fonctions politiques importantes (conseiller puis maire), Pierre Gavaudan se tourne vers les sciences où ses prédispositions intellectuelles lui garantissent succès et reconnaissance unanimes.
Il devient alors docteur ès sciences dès 1930, directeur du service de biologie cellulaire des services chimiques de l'État au Centre d'études du Bouchet (Essonne) puis docteur en pharmacie en 1945.
Conseiller technique au Ministère de la santé dès 1946, il devient professeur à la Faculté des sciences de Poitiers en 1949. Lauréat de l'Académie des sciences en 1950, il fonde la station biologique de Beau-Site à Poitiers, centre majeur de recherche scientifique en 1954. Il a comme étudiant Luc Montagnier, Prix Nobel 2008, dont il influencera la carrière.
Pierre Gavaudan est fait officier dans l'Ordre des Palmes académiques en 1956, puis chevalier de l'Ordre national du Mérite en 1965.
Il est le fondateur des célèbres séminaires internationaux d'épistémologie, de philosophie et d'histoire des sciences de l'Abbaye de Sénanque. Enfin, il devient professeur honoraire de l'Université de Poitiers en 1975.

## Publications
- Recherches sur la cellule des hépatiques, Paris, Jouve, 1930.
- Centrosomes et extrusions chromatiques chez les angiospermes, avec Yu Chih Chen, Paris, Hermann, 1936.
- Action des anesthésiques locaux sur la cellule végétale, avec Jean Régnier et André Quevauviller, Paris, Vigot, 1939.
- La toxicologie générale et la notion d'activité thermodynamique, avec Maurice Dodé et Hélène Poussel, 1944.
- Recherches sur les substances anticryptogamiques, 1946.
- Contribution à l'étude du mécanisme de la narcose par les narcotiques indifférents, avec Maurice Dodé et Hélène  Poussel, 1946.
- L'excitation des chimiorécepteurs de la langue par les substances du groupe des narcotiques indifférents et la règle thermodynamique de la narcose, avec Marcel-Paul Schützenberger et Hélène Poussel, transmis par Robert Courrier, Paris, Gauthier-Villars, 1947.
- Pharmacodynamie de l'inhibition de la caryocinèse, Paris, Le François, 1947.
- Le mécanisme physico-chimique de l'excitation sapide et la notion d'excitant indifférent, avec Hélène Poussel et Marcel-Paul Schützenberger, transmis par Robert Courrier, Paris, Gauthier-Villars, 1948.
- Sur la signification de quelques formes foliaires et la théorie des gradients de sexualisation chez les angiospermes, Poitiers, Oudin, 1959.
- Atomes et molécules biogéniques dans l'univers des nombres, préface de Marcel-Paul Schützenberger, Sorgues, 1984.